# فرانك هادو
فرانك هادو (بالإنجليزية: Frank Hadow)‏ مواليد 2 يناير 1855 في ميدلسكس، إنجلترا - الوفاة 29 يونيو 1946 في مقاطعة سومرست، كان لاعب كرة مضرب بريطاني بدأ مسيرته كمحترف سنة 1878، اعتزل اللعب في 1878. كما أنه أحد أبطال الجراند سلام. أعلى تصنيف له في الفردي كان المركز الـ 1 في سنة 1878.

## بطولات حققها
- بطولة ويمبلدون

## النهائيات

### دورات الجراند سلام

#### الفردي: 1 (الألقاب 1)
| الحصيلة | السنة | البطولة  | الأرضية | المنافس   | النتيجة       |
| ------- | ----- | -------- | ------- | --------- | ------------- |
| الفوز   | 1878  | ويمبلدون | عشبية   | سبنسر غور | 7–5, 6–1, 9–7 |

## روابط خارجية
- فرانك هادو على موقع إي آس بي آن كريك إنفو (الإنجليزية)
- فرانك هادو على موقع بطولة ويمبلدون (الإنجليزية)